# الرنداج
الرَّنْدَاج (بالإيطالية: Randazzo رانداتسو)‏ هي بلدة تقع في مقاطعة قطانية في صقلية في إيطاليا.

## السكان
في سنة 1861 بلغ عدد السكان 7٬005 نسمة، وتطور العدد ليصل في سنة 2011 لـ 11٬108 نسمة.
يظهر هذا المخطط البياني تطور النمو السكاني لـ الرنداج